# Archivo General de la Corona de Aragón

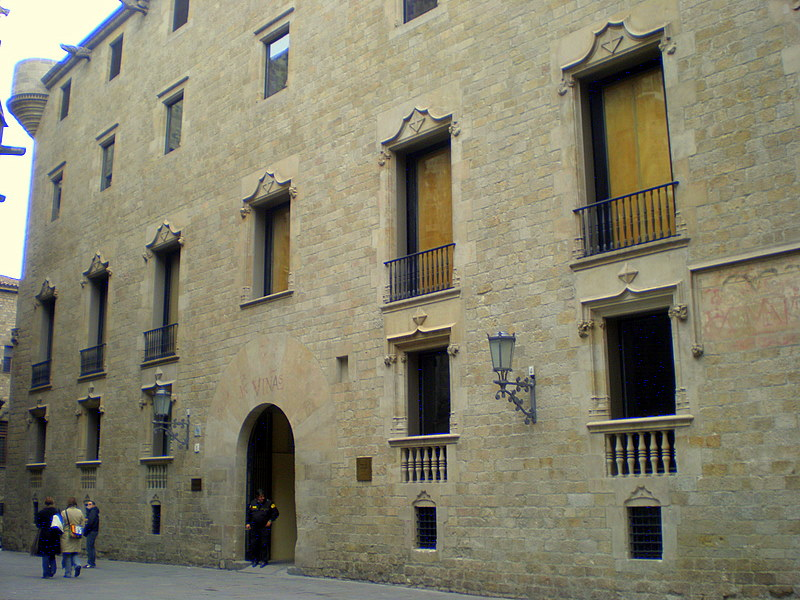
El Archivo Real en Barcelona (1318-1754) tuvo su sede desde 1318 a 1993 en el Palacio del Lloctinent del Palacio Real Mayor de Barcelona (Barcelona).

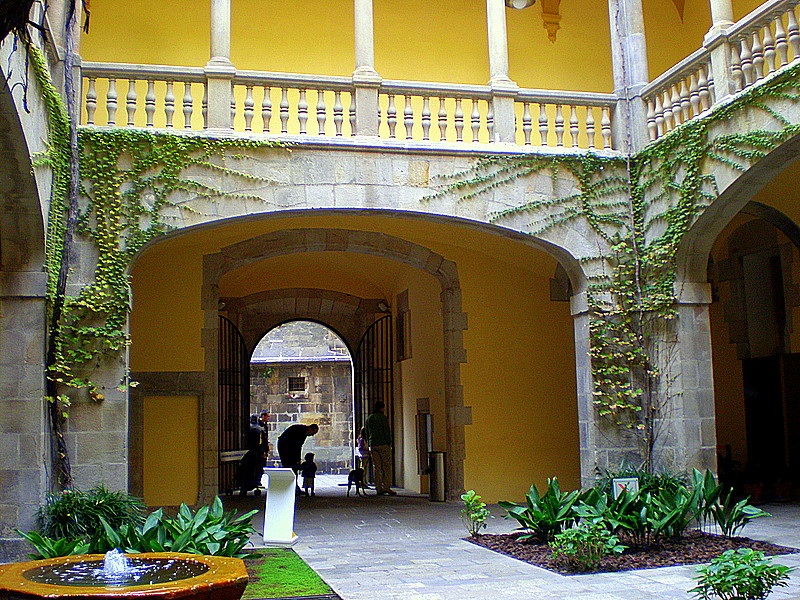
Patio del Palacio del Lloctinent, co-sede del Archivo General de la Corona de Aragón, en la plaza del Rey de Barcelona.

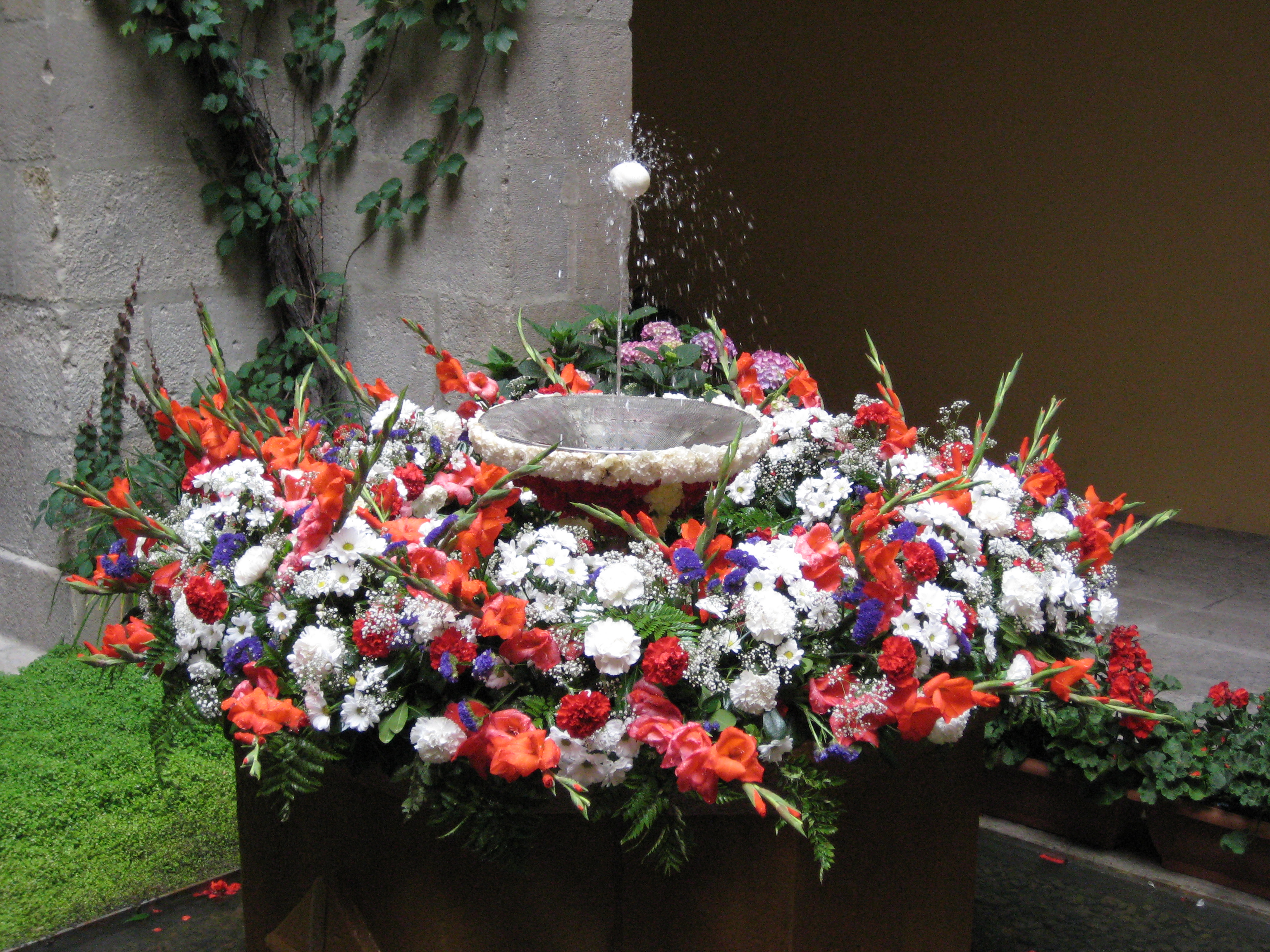
El Ou com balla en el interior del Palacio del Lloctinent (Barcelona)

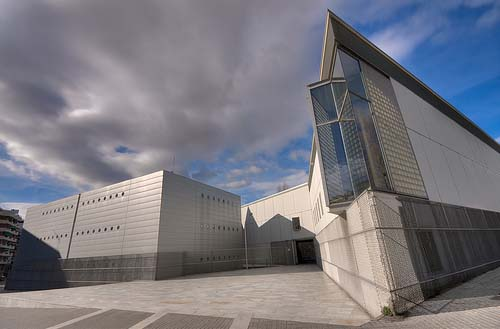
Desde 1993, sede del Archivo de la Corona de Aragón (Barcelona).

El Archivo General de la Corona de Aragón (en aragonés: Archivo d'a Corona d'Aragón; en catalán: Arxiu de la Corona d'Aragó), originalmente Archivo Real de Barcelona (en catalán: Arxiu Reial de Barcelona), es un archivo histórico español con sede en Barcelona, dependiente del Ministerio de Cultura y Deporte y regido por un Patronato. Durante siglos fue el archivo de la cancillería del rey de Aragón y pertenecía exclusivamente al soberano de la Corona. Fue custodiado hasta 1770 en el Palacio Real de Barcelona. La cancillería del rey de Aragón no discernía territorialmente el archivo, sino que lo hacía en función del titular que lo otorgaba, atribuible exclusivamente al rey de Aragón. Será en el siglo XV cuando las Diputaciones del General de los estados privativos de la Corona comiencen a generar sus propios archivos territoriales. Así, los documentos no tenían asiento en códices diferentes para los distintos territorios patrimoniales del rey, sino que se ordenaban en un mismo códice en función de su cronología. Fue declarado en el año 2007 como Patrimonio europeo.

## Evolución histórica
Hay menciones tempranas a un archivo real en 1180 y en el Liber feudorum maior, pero no se consideran como evidencia de la existencia de un archivo en aquellos tiempos, ni como precedente del actual Archivo. El primer testimonio de la existencia de un archivo de la cancillería del rey de Aragón data de 1255, en que se documenta un archivo real localizado en el Monasterio de Sijena. Fue reemplazado hacia 1301 por el Hospital de San Juan de Jerusalén de Barcelona, y los documentos de Sijena fueron trasladados allí en 1307. En 1318 se creó el archivo real en Barcelona junto con variada documentación real procedente de los Templarios de Zaragoza y Barcelona y de su Palacio Real.
A partir de esta fecha, el Archivo del Patrimonio Real de la Corona de Aragón «es el resultado de la evolución del Archivo Real en Barcelona, creado por Jaime II el Justo [...], que fue el archivo único y central de la Corona desde 1318». Posteriormente se fueron creando, además, archivos privativos de los distintos reinos. Hubo un intento inicial cuando las cortes aragonesas crearon el Archivo del Reino de Aragón en 1348, que no comenzó a funcionar hasta después de su recreación en las cortes de Calatayud de 1461. En Valencia se fundó el Archivo Real de este reino en 1419. «La monarquía borbónica le dio una nueva planta (1738) y un puntual reglamento interno (1754), y con ellos el nombre nuevo de Archivo de la Corona de Aragón». Desde el siglo XIX al Archivo de la Corona de Aragón se le añadieron otros fondos históricos, constituyendo hoy en día el depósito documental de la antigua cancillería de los monarcas de la Corona de Aragón.
A partir del siglo XV se crearon también archivos de los reinos privativos en las cancillerías de Valencia y Zaragoza, pero la historia ha hecho que estos hayan desaparecido (incendios, incuria, etc.) y solo el de Barcelona se haya mantenido. Por el hecho de contener las series completas de la cancillería real tiene, además de la documentación propia de los condes de Barcelona y relativa al Principado de Cataluña, muchos documentos relativos al conjunto de la Corona, que con la desaparición de los otros archivos, han quedado como únicos originales. Tras décadas de olvido, el archivero Próspero de Bofarull (1814-1849) llevó a cabo una reorganización del Archivo General de la Corona de Aragón, muy cuestionada actualmente, ya que al parecer manipuló algunos manuscritos para favorecer el nacionalismo catalán.

## Titularidad
El Archivo de la Corona de Aragón tiene como titular al Ministerio de Cultura y Deporte del Gobierno de España y está considerado como uno de los archivos generales (junto con el de Indias y el de Simancas), aunque se acordó que las comunidades autónomas actuales que hoy son herederas del Patrimonio del Rey de Aragón participen en su gestión. El 20 de enero de 2007 se firmó la creación del Patronato del Archivo de la Corona de Aragón, en el Palacio del Lloctinent de Barcelona, por los presidentes de Cataluña, Aragón, Comunidad Valenciana,  y Baleares, así como el ministro de Cultura.

## Emplazamiento
Desde 1318 hasta 1993 estuvo situado en el Palacio del Lloctinent (o del Virrey) del palacio Real Mayor de Barcelona. En 1993 se edificó una nueva sede situada en el número 77 de la calle de los Almogávares de Barcelona. Desde entonces comparte las dos sedes: la histórica del palacio se mantiene como espacio para actos protocolarios, exposiciones y cursos, mientras que la nueva sirve como espacio de investigación y custodia.

## Secciones
El documento más antiguo es del año 844; el más antiguo escrito en papel, del año 1178; el más antiguo escrito en catalán, del año 1211; los escritos en lengua aragonesa abundan a partir del siglo XIII. La incorporación al antiguo archivo real de numerosos fondos de otras procedencias, especialmente tras 1939, han convertido al Archivo General de la Corona de Aragón en un depósito general de documentación antigua. En los últimos años, la transferencia por compra o donación de nuevos fondos medievales o contemporáneos ha convertido los 3000 m lineales de documentación contabilizados en 1961, en 15.000.
Actualmente los fondos del archivo se dividen en las siguientes secciones:
- Real cancillería (siglo IX-1727): 
  - Registros (6.386)
  - Pergaminos (21.000)
  - Cartas reales (360 cajas)
  - Volúmenes de Varia (497)
  - Procesos de Cortes (82)
  - Procesos de greuges (134 legajos)
  - Procesos de infanzonía (31 legajos)
  - Bulas (873)
- Real Patrimonio
  - Maestro Racional (siglo XIII-1716)
    - Volúmenes (2.970)
    - Pergaminos (8.600)

  - Balía General de Cataluña (siglo XIII-1910)
    - Volúmenes (2.352)
    - Procesos (800 legajos)
- Real Audiencia (1372-1900) 
  - Registros (1.699)
  - Conclusiones (470)
  - Sentencies (423)
  - Legajos (933)
  - Pleitos (20.000)
  - Audiencia Criminal de Manresa (1882-1892)
    - Volúmenes y legajos (79)

  - Consulado de Comercio (1716-1829) y Tribunal de Comercio de Cataluña (1829-1868)
    - Libros (250)
    - Legajos (1.094)
- Consejo de Aragón (siglos XVI-XVII): Fondos procedentes de este organismo se hallan también en la Sección de Cancillería del ACA, en el Archivo del Reino de Valencia, en el Archivo de Simancas y en el Archivo Histórico Nacional de Madrid. 
  - Registros (398)
  - Libros (223)
  - Legajos (1393)
- Generalidad de Cataluña (siglo XIV-1716): Contiene el archivo de la Diputación del General de Cataluña (Diputación permanente de los tres brazos de las Cortes de Cataluña, con jurisdicción en todo el Principado) y fondos incorporados. 
  - Volúmenes (4.000)
  - Legajos (500)
  - Pergaminos (500)
- Hacienda (siglo XIX-1967): El fondo acoge documentación producida por la Intendencia de Ejército y Provincia del Principado de Cataluña (1713-1849), las oficinas provinciales de la Hacienda Pública (Administraciones, Contadurías, Tesorerías) anteriores a la creación de les Delegaciones Provinciales, y la Delegación de Hacienda de la Provincia de Barcelona (desde 1881). La documentación es principalmente de tipo fiscal, contable y catastral. 
  - Libros (13.900)
  - Legajos (3.500)
- Órdenes religiosas y militares (s. IX-XIX): Incluye los fondos de la desamortización eclesiástica (Monacales) y los del Gran Priorato de Cataluña de la Orden de San Juan de Jerusalén. 
  - Libros (5600)
  - Legajos (1100)
  - Pergaminos (30 000)
- Protocolos Notariales (siglo XIII-XIX): Contiene los fondos notariales de San Cugat del Vallés, Bagà, Berga, Cardona, Igualada, Manresa, Mataró, Sant Feliu de Llobregat, y diversos. 
  - Libros (8100)
- Diversos y colecciones: Contiene algunos fondos y diversas colecciones, tanto de documentación antigua (cartas árabes, cartas griegas, cartas hebreas, etc.) como de anexiones modernas (Casagemas, ingresado en 1940, Can Falguera, depositado en 1987, Comandancia de Marina de Barcelona, ingresado en 1956, etc.).